# 孛羅帖木兒 (散只兀氏)
孛罗帖木儿（？—1365年）又作孛罗铁木儿，元朝末年将领。蒙古族散只兀氏（撒勒只兀惕氏、珊竹带）人。

## 生平
孛罗帖木儿出生于名门之家。其五世祖纽璘，是元初能征善战的将领，父亲答失八都鲁。孛罗帖木儿跟随父亲镇压刘福通领导的红巾军起义。至正十二年（1352年），平定襄阳有功，授为云南行省理问。至正十五年（1355年），在中牟兵败，被红巾军擒获，不久后被救回。至正十六年（1356年），平定太康县，晋升为四川行省左丞。至正十八年（1358年），其父死后，他代替统军，任河南行省平章政事。镇压河南、山东等地反元起义。退屯井陉，在卫辉击败刘福通，攻克曹州、濮州。转任中书省参知政事。至正十九年（1359年），进军山西，驻军大同，领大同大都督兵农司及十道分司，专营屯田，来援救京师。领兵至云内州、丰州，击败红巾军将领关铎。至正二十年（1360年），任中书省平章政事，在台州击败王士诚，受命镇守石岭关以北。孛罗帖木儿与守石岭关南的察罕帖木儿、扩廓帖木儿父子争夺晋、冀地，构兵，连年仇杀，元顺帝多次派要员给两家讲和，终于使其还军，双方同意各守其地，但之后还是征战不止。至正二十二年（1362年），升太尉、中书第一平章。至正二十三年（1363年），又领兵南攻扩廓帖木儿守地，据真定。当时皇太子爱猷识理达腊倚重扩廓帖木儿，又怨孛罗帖木儿跋扈，故进谗于顺帝，至正二十四年（1364年），孛罗帖木儿以匿护罪臣御史大夫老的沙、知枢密院事秃坚帖木儿，被解兵权；孛罗帖木儿拒不听命，举兵攻京师大都，迫顺帝复其职。及撤军还大同，五月，皇太子回京，征调扩廓帖木儿调动军队卫京师，分道进攻孛罗帖木儿。扩廓命貊高、竹贞为中道，关保为西道，合击孛罗于大同，扩廓亲驻太原督师。七月，孛罗帖木儿与老的沙等以“清君侧”为名，率兵再攻京师。皇太子遁逃太原。孛罗帖木儿入见顺帝。顺帝仍命他为太保、中书左丞相。八月，诏加开府仪同三司、太保、中书右丞相，节制天下军马。他沙汰宦官，减省钱粮。禁西番僧人佛事。派军攻打依附太子的上都。
至正二十五年（1365年），皇太子下令讨伐孛罗帖木儿，孛罗帖木儿大怒，唆使监察御史武起宗举报太子生母奇皇后干扰国政，建议顺帝驱逐奇皇后，顺帝不答。至正二十五年三月，孛罗帖木儿幽禁奇皇后于诸色总管府，令姚伯颜不花看守。四月庚寅，孛罗帖木儿逼奇皇后还宫取印章，伪作诏书召太子，事后奇皇后仍回幽所，奇皇后向孛罗帖木儿献美女，至百日，始还宫。皇太子领军与扩廓帖木儿联合攻至京师大都，孛罗帖木儿战败，七月他入朝奏事时，被顺帝密遣伯颜达儿等刺杀。

## 延伸阅读
[在维基数据编辑]
 《元史/卷207》，出自宋濂《元史》
 《新元史/卷164》，出自柯劭忞《新元史》